# Prix Rougevin
 (avril 2024).
La mise en forme du texte ne suit pas les recommandations de Wikipédia : il faut le « wikifier ».
Les points d'amélioration suivants sont les cas les plus fréquents :
- Les titres sont pré-formatés par le logiciel. Ils ne sont ni en capitales, ni en gras.
- Le texte ne doit pas être écrit en capitales (les noms de famille non plus), ni en gras, ni en italique, ni en « petit »…
- Le gras n'est utilisé que pour surligner le titre de l'article dans l'introduction, une seule fois.
- L'italique est rarement utilisé : mots en langue étrangère, titres d'œuvres, noms de bateaux, etc.
- Les citations ne sont pas en italique mais en corps de texte normal. Elles sont entourées par des guillemets français : « et ».
- Les listes à puces sont à éviter, des paragraphes rédigés étant largement préférés. Les tableaux sont à réserver à la présentation de données structurées (résultats, etc.).
- Les appels de note de bas de page (petits chiffres en exposant, introduits par l'outil «  Source ») sont à placer entre la fin de phrase et le point final[comme ça].
- Les liens internes (vers d'autres articles de Wikipédia) sont à choisir avec parcimonie. Créez des liens vers des articles approfondissant le sujet. Les termes génériques sans rapport avec le sujet sont à éviter, ainsi que les répétitions de liens vers un même terme.
- Les liens externes sont à placer uniquement dans une section « Liens externes », à la fin de l'article. Ces liens sont à choisir avec parcimonie suivant les règles définies. Si un lien sert de source à l'article, son insertion dans le texte est à faire par les notes de bas de page.
- La présentation des références doit suivre les conventions bibliographiques. Il est recommandé d'utiliser les modèles {{Ouvrage}}, {{Chapitre}}, {{Article}}, {{Lien web}} et/ou {{Bibliographie}}. Le mode d'édition visuel peut mettre en forme automatiquement les références.
- Insérer une infobox (cadre d'informations à droite) n'est pas obligatoire pour parachever la mise en page.

Pour une aide détaillée, merci de consulter Aide:Wikification.
Si vous pensez que ces points ont été résolus, vous pouvez retirer ce bandeau et améliorer la mise en forme d'un autre article.
Le prix annuel d'ornement et d'ajustement de l'Ecole des Beaux-Arts de Paris, dit concours Auguste Rougevin ou Prix Rougevin, était un des plus importants concours de première année. Chaque année le concours d'ornement et d'ajustement de la Fondation Rougevin était ouvert aux élèves architectes de première classe de l'École et s'assimilait aux médailles obtenues sur projets rendus. Il constituait à élaborer un projet en loge en 7 jours.
Il ne doit pas être confondu avec le concours Godeboeuf, concours annuel fondé en 1880 en la mémoire d'Eugène Godeboeuf, qui consistait également en l'élaboration d'un projet en loge de 15 jours, mais dont le thème se rapportait le plus souvent à l''intégration de nouvelles technologies (application de l'électricité à l'éclairage des voies publiques, par exemple).

## Histoire du prix
Ce prix a été institué en 1857 par Auguste Rougevin (26 mars 1794-31 mars 1878), architecte des Invalides de 1832 à 1859, en mémoire de son fils Auguste-Joseph Rougevin (4 juin 1831-28 janvier 1856), élève architecte de l'École des beaux-arts décédé au cours d'un voyage d'études en Italie. Ce concours du cursus scolaire des architectes a disparu après les réformes de l'enseignement de l'architecture qui ont suivi mai 68.
Une fête traditionnelle est nommée d'après le prix du même nom, le Rougevin, cette dernière comportait chaque année un thème parodiant le thème du concours.

## Fonctionnement
L'École des Beaux-Arts était dotée d'une Commission spéciale, dite des concours de fondation, qui est chargée de donner les programmes des concours Rougevin, Godeboeuf, Labarre et des Architectes Américains. Cette Commission, tirée au sort chaque année, par roulement, est composée de trois membres, savoir : un membre de l’Institut, pris dans la section d’architecture ; un professeur architecte de l’école, faisant partie de Jury de l’école à titre permanent ; un professeur chef d’atelier extérieur d’architecture, faisant également partie du Jury de l’école à titre permanent.

## Liste des éditions du concours Rougevin, sujets et récipiendaires du prix
La Bibliothèque de L'institut National d'Histoire de l'Art conserve les planches du concours Rougevin.

### 1857 - Tribune législative
- 1er prix : M. Bryerre.
- 2e prix : M. Moyaux.

### 1858 - Une cheminée
- 1er prix : M. Moreau.
- 2e prix : M. Ehrmann.

### 1859 - Une haire à prêche
- 1er prix : M. Moyau.
- 2e prix : M. Bénard.

### 1860 - Frontispice à Rougevin
- 1er prix : M. Duprez.
- 2e prix : M. Noguet.

### 1861 - Frontispice à Rougevin
- Prix : M. Guadet.
- 2e prix : M. Pascal.

### 1862  - Monument àJean Goujon
- Prix : M. Pascal.
- Prix : M. Brune.

### 1863 - Un exèdre
- 1er prix : M. Dutert.
- 2e prix : M. Baudry.

### 1864 - Une cheminée
- Prix : M. Baudry
- 2e prix : M. Batigny.

### 1865 - Une fontaine
- Prix : M. Arnold.
- 2e classe : M. Roux.

### 1866 - Un plafond
- Prix : M. Bénard.
- 2e prix : M. Batigny.

### 1867 - Tombeau d'un cardinal
- 1er prix : M. Mayeux.
- 2e prix : M. Leidenfrost.

### 1868 - Décoration d'une loggia
- 1er prix : M. Leidenfrost.
- 2e prix : M. Boudoy.

### 1869 - Un Arc de triomphe
- 1er prix : M. Blondel.
- 2e prix : M. Montfort.

### 1870 - Décoration d'une voute
- 1er prix : Adolphe Coquet.
- 2e prix : M. Viennois.

### 1871 - Une porte de musée
- 1er prix : M. Bernier.

### 1872 - Un plafond
- 1er prix : M. Scellier de Gisors.
- 2e prix : M. Bernier.

### 1873 - Une chaire à prêcher
- 1er prix : M. Paulin.
- 2e prix : M. Cléret.

### 1874 - Un plafond
- 1er prix : M. Pons.
- 2e prix : M. Dauphin.

### 1875 - Une cheminée
- 1er Prix : M. Pujol.
- 2e prix : M. Larche.

### 1876 - Uncatafalque
- 1er prix : M. Navarre.
- 2e prix : M. Chancel.

### 1877 - Décoration d'un plafond
- 1er prix : M. Blavette.
- 2e prix : M. Laloux.

### 1878 - Une fontaine
- 1er prix : M. Genuys.
- 2e prix : M. Monteiro.

### 1879 - Une porte de musée
- 1er prix : M. Chancel.
- 2e prix : M. Lemaire.

### 1880 - Décoration d'une voute
- 1er prix : M. Girault.
- 2e prix : M. Berger.

### 1881 - Tombeau pour un archevêque et tombeau pour un cardinal
- 1er prix : M. Ruy.
- 2e prix : M. Deglane.

### 1882 - Monument à Jean Goujon
- 1er prix : M. Quatesous.
- 2e prix : M. Defrasse.

### 1883 - Un catafalque
- 1 re médaille : M. Defrasse.
- 2e prix : M. Debrie.

### 1884 - Loge d'un chef d'état
- 1er prix : M. Debrie.
- 2e prix : M. Laffillée.

### 1885 - Monument à Lesueur
- 1er prix : M. Laffilliée.
- 2e prix : M. Bonnier.

### 1886 - Monument à Baudry
- Prix : M. Tournaire.
- 2e prix : M. Defays.

### 1887 - Un château d'eau
- 1er prix : M. Despradelle.
- 2e prix : M. Weissemburger.

### 1888 - Tribune des orgues
- 1er prix : M. Lafon.
- 2e prix : M. Rey.

### 1889 - Salle des fêtes
- Prix : M. Risler.
- 2e prix : M. Duménil.

### 1890 - Monument commémoratif
- 1er prix : M. Pontrémoli.
- 2e prix : M. Jost.

### 1891 - Un baptistère
- Prix : M. Guilbert.
- 2e prix : M. Hannotin.

### 1892 - Un ciborium
- 1er prix : M. Deperthes.
- 2e prix : M. Recoura.

### 1893 - Une loggia
- Prix : M. Lajoie.
- 2e prix : M. Dalmas.

### 1894 - Foyer de la danse
- Prix : M. Rigault.
- 2e prix : M. Auburin.

### 1895 - Dessin d'une verrière
- Prix : M. Monestel.
- 2e prix : M. Berger.

### 1896 - Une reliure d'art
- Prix : M. Binet.
- 2e prix : M. Mouré.

### 1897 - Un tapis
- Prix M. Naville.
- 2e prix : M. Bassompière.

### 1898 - Un tombeau
- Prix : M. Verdier.
- 2e prix : M. Hébrard.

### 1899 - Une cheminée
- Prix : M. Lefort.
- 2e prix : M. Nicod.

### 1900 - Arrière de navire
- Prix : M. Sénes.
- 2e prix : M. Wielhorski.

### 1901 - Trône épiscopal
- Prix : M. Cret.
- 2e prix : M. Brown.

### 1902 - Un frontispice
- 1ere classe : M. Leport.
- Prix : M. Herlofson.

- 2e prix : M. Gaudinot.

## Dotation et récompenses
Ce prix consistait en deux sommes, l’une de 600 francs, l’autre de 400 francs. Il était décerné à la suite d’un concours d’ornement et d’ajustement, est exécuté en loge en sept jours, et auquel seuls  les élèves de la première classe pouvaient prendre part. Les prix de 600 et de 400 francs étaient attachés aux deux premières récompenses.
Dans le concours Rougevin existaient des premières médailles, des premières secondes médailles et des premières mentions. Le programme était donné par la Commission dite des Concours de fondation.